# Babylone XX
Pour plus de détails, voir Fiche technique et Distribution.
Babylone XX est un film soviétique ukrainien réalisé par Ivan Mykolaïtchouk et sorti en 1979. Cette œuvre, qui fut tournée au Studio Dovjenko et dans les villages de Vytatchiv et Krenytchi (raïon d'Oboukhiv, oblast de Kiev), s'inspire d'un roman de Vasyl Zemliak (uk) sur les premières étapes de la collectivisation dans un village ukrainien. Ce film est classé dixième sur la liste des 100 meilleurs films de l'histoire du cinéma ukrainien. 

## Synopsis

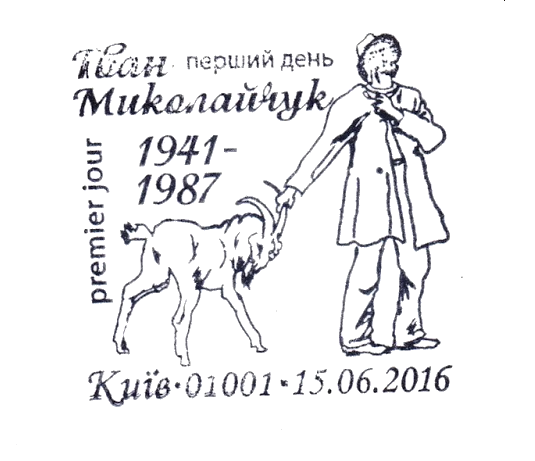
Oblitération premier jour rendant hommage à Ivan Mykolaïtchouk et inspirée d'une scène du film

Un ancien marin, Titica, vient au village de Babylone pour organiser une commune communiste. Il voit qu’après le renversement du tsarisme, le village n’a pas beaucoup changé, il y a même des sculptures grotesques du souverain, de son épouse et de leur fils. Il les fait exploser ces statues avec des grenades.
L’entrepreneur de pompes funèbres et philosophe local Fabian retourne alors à Babylone. Les frères Danko et Loukyan envisagent de se marier, mais ils doivent s’occuper de leur vieille mère. Ils embauchent une orpheline, Darynka, pour aider aux tâches ménagères, qui est bientôt témoin de la façon dont le riche Boubela, craignant que les bolchéviques ne lui enlèvent ses biens, ramasse des armes pour tuer Klim. Elle en parle à ses frères.
Danko a courtisé Malva, l'incitant à quitter son mari malade Andriyan, qui meurt peu après, mais Malva aime Fabian. Cependant, il ne veut pas de relation de peur de perdre la tête. Malva vient dans l'ancien domaine du manoir de Sinytsia pour rejoindre la commune, mais Sinytsia ne veut pas l'accepter, considérant Malva comme peu fiable. Le communard la renvoie accompagnée du poète Yavorskyi, bien que Malva décide fermement d'être dans la commune. La voyant en compagnie du poète, Danko est jaloux et envisage de se venger.
Il ne faut pas longtemps avant que la mère de Danka et Loukyan ne meure, mais il s’avère qu’elle avait un trésor enfoui. Les paysans quittent la moisson pour enterrer le défunt, et Fabian creuse une tombe. Après les funérailles, les frères commencent à chercher le trésor et à déterrer un coffre avec des armes cosaques, mais ne réalisent pas sa valeur. Malva continue de sortir avec Jaworski, et est traquée par un koulak dirigé par Boubela et abattue. Cependant, Malva est déjà enceinte de lui.
Boubela vient voir Fabian et commande un cercueil pour lui-même au cas où. La nuit de l’Épiphanie, lui et les autres viennent vers les communards et les attrapent. Danko prend le parti des koulaks, tandis que Loukyan rejoint les communards. Boubela persuade les paysans de se révolter, Fabian essaie d’empêcher l’effusion de sang. Malgré ses paroles, une bagarre commence et les koulaks s’enfuient. Profitant de l’occasion, Danko tire sur Malva mais frappe Fabian.

## Fiche technique
- Titre original : Вавилон XX
- Réalisateur :  Ivan Mykolaïtchouk
- Scénaristes :  Ivan Mykolaïtchouk, Vasyl Zemliak (uk)
- Directeur de la photographie : Youri Harmach (uk)
- Chef décorateur : Anatoly Mamontov (uk)
- Monteuse : Natalia Akayomova (uk)
- Script : Tetyana Kovtoun (uk)
- Ingénieur du son : Tetyana Nilova (uk)
- Costumière : Alla Sapanovitch (uk)
- Maquilleuse : Halina Tychlek (uk)
- Sortie
  -  Union soviétique : 1979 (Festival international du film de Kiev Molodist)
  -  Ukraine : 2011 (DVD)

## Distribution
- Ivan Mykolaïtchouk : Fabian
- Lioubov Polichtchouk : Malva
- Less Serdiouk (en) : Danko
- Iaroslav Havriliouk (uk) : Loukian
- Taïssia Litvinenko (pl) : Prissia
- Borislav Brondoukov : Yavtoushok
- Lioudmila Tchinnecheva (uk) : Darouchka
- Anatoli Hostikoev (ro) : le poète Volodia Yavorskyi
- Ivan Havriliouj (uk) : Sinitsia
- Vitaly Rozstalnyi (uk) : Rouban
- Konstantin Stepankov : le riche Boubela
- Olga Matechko (uk) : Parféna
- Volodimir Volkov (uk) : l'un des frères Radenky
- Valentin Houdinine (uk) : l'un des frères Radenky
- Raïssa Nedachkivska : Rousia
- Boris Ivtchenko : le moine

## Production
Babylone XX a été créé à une époque où le cinéma poétique ukrainien était persécuté par la censure soviétique. En 1974, il a été critiqué et interdit lors du plénum du Comité central du Parti communiste d’Ukraine. La production de Babylon XX était en question, car le roman La Horde de cygnes lui-même avait beaucoup d’excentricité et de métaphores. Ivan Mykolaïchouk s’est mis à écrire le scénario en 1977, les acteurs étant principalement ses amis, qu’il connaissait depuis l’université. Tout le monde avait un emploi à temps partiel, ce qui retardait la réalisation de films. Ivan Mykolaïchouk a principalement cherché l’inspiration et des idées pour représenter le monde de Babylone dans les peintures de l’artiste primitiviste croate Ivan Generalić. Les œuvres de l’artiste intéressaient non seulement Mykolaïtchouk, mais aussi son caméraman Yuri Harmash, qui abordait à l’origine le tournage de scènes de nuit à l’aide d’un film infrarouge. Pendant le tournage, l’opérateur a dû aller dans une tombe, où il trouva un vrai cercueil cosaque.
Après le tournage, Ivan Mykolaïtchouk avait peur que quelque chose arrive à la pellicule, alors il la cacha dans un coffre-fort. Après avoir été projeté au Festival du film de l'Union (en) en 1980, il reçut un prix de réalisation. La première internationale de Babylone XX eut lieu au Festival du film de Locarno
En 2011, le film a été restauré par le Centre Dovjenko et également traduit au format numérique pour DVD

## Genre
Pour le Studio Dovjenko, « l’image atteint les sources des légendes folkloriques, romantiques et poétiques, qui combinent le réalisme psychologique absolu des personnages folkloriques et la libre convention des formes. <...> La base de l’organisation compositionnelle du matériau est le principe de construction poétique et musicale, lié à une œuvre symphonique qui combine des parties nostalgiques, comiques, lyriques et dramatiques ».
Pour Ivan Mykolaïtchouk, c'est un « conte folk-romantique » : « Les événements mentionnés dans notre film sont séparés de nous par une courte période de temps – seulement un demi-siècle. Mais si vous pensez à tout ce qui s’est passé en seulement cinquante ans, à la façon dont le destin de mon peuple, sa psychologie, sa vie ont changé, il s’avère que ce film parle de son enfance très lointaine, de ce qui est toujours beau et inoubliable. Une mosaïque plutôt hétéroclite de croquis lumineux de la vie quotidienne, des scènes de la vie populaire est combinée avec l’image de Fabian, qui est comme un noyau unique qui relie tout le monde et donne une évaluation morale aux gens, leurs actions. Cet homme est issu du peuple, un sage, un philosophe. Le sens de sa vie est de voir et de comprendre ce qui se passe. Et il finit par réussir »

## Critiques
Lyoudmila Lemecheva (uk) a écrit que le film poursuit la tradition du cinéma poétique ukrainien, et en même temps bat le thème même de l’existence du passé dans de nouvelles conditions. Cela peut être vu, par exemple, dans une scène avec un trésor parental qui symbolise ce qui « était autrefois vivant, et a maintenant perdu son sens original et véritable ». Dans ce contexte, « l’objectif du réalisateur est de capturer le son infatigable de l’éternité à travers le partiel, l'articulé, le spontané ». Par conséquent, le philosophe Fabian apparaît comme le personnage principal et comme la personnification du désir des vérités éternelles, l'amour pour la terre sur laquelle pousse le peuple. Il aime vraiment respectueusement sa terre et ne l’utilise pas à des fins personnelles. « Fabian est la seule personne dans le film qui refuse de posséder quelque chose - pour profiter d’une chose, il n’a pas besoin de la posséder du tout (contrairement à Danko, qui aspire à la posséder avec une incapacité totale à en profiter) »
Selon le critique Volodymyr Nikonenko, "dans la bande d'Ivan Mykolaïtchouk, les événements des années orageuses sont montrés à travers un prisme quelque peu inhabituel - comme à travers le voile d'un conte populaire [...] où le sensuel et le tactile signifient plus que le rationnel et conceptuel imaginaire." Derrière l'histoire de la collectivisation se cache une réflexion sur la crise de la masculinité, dans laquelle un homme est déchiré entre l'amour « haut » et « bas » ; et que doit faire une femme dans de telles conditions"